# Русская голубая кошка
Русская голубая кошка — порода домашней кошки, признанная международными фелинологическими организациями, которая стала известна в России только с началом фелинологического движения. Русская голубая кошка c успехом разводится за рубежом. Она является одной из самых популярных пород короткошерстных кошек. Продажа котят наиболее распространена в Швеции, Финляндии, Норвегии, Чехии, Словакии, Венгрии.

## Внешний вид
В породе существует четыре типа: североамериканский тип, зафиксированный в TICA и CFA, английский тип, отмеченный в стандарте GCCF, скандинавский тип, близкий к американским стандартам, и европейский тип, закрепленный в FIFe и WCF.
Выдержки из стандартов FIFe, WCF, CFA, TICA, GCCF породы «русская кошка голубая»:
|            | FIFe | WCF | CFA | TICA | GCCF |
| ---------- | --- | --- | --- | --- | --- |
| Голова     | Скулы высокие, плоские. Короткий клин от кончика носа до глаз. Верх головы и нос образуют тупой угол на уровне бровных дуг. Голова прямая. Спинка носа прямая. Хорошо развитые подусники. Пинч отсутствует. Сильный подбородок. | Череп средней длины, плоский. В профиль плоский лоб и прямой нос образуют выпуклый угол на уровне бровей. Подушечки усов сильно подчеркнуты, подбородок сильный. | Средней длины клин смягченных очертаний, который не должен быть длинным и заостренным, а также коротким и массивным. Мордочка тупоконечная, является частью общего клина, без преувеличенного пинча. Верхняя часть черепа в профиль длинная и плоская, мягко спускается к надбровью и образует тупой угол с прямой линией до кончика носа. В профиль не должно быть «стопа» и перехода (изгиба). Длина верхней части головы больше длины носа. Нос средней длины, нижний контур подбородка перпендикулярен плоскости мочки носа. Подбородок не может быть мелким или массивным. | Модифицированный клин с семью плоскостями: вертикальная линия от кончика носа до нижней точки подбородка, профиль от кончика носа до лба, прямая линия от передней части лба к вершине головы, две плоскости на мордочке (по одной на каждой стороне), две плоскости, сформированные высокими широкими скулами (по одной на каждой стороне). Профиль: прямой нос и плоский лоб, формирующие две плоскости. Мордочка средней длины. Вершина черепа плоская и узкая. | Короткий клин. В профиль лоб и нос должны выглядеть прямыми, соединяясь примерно на уровне верхнего края глаза под углом. Сильно выраженные «пинч» и подушечки усов. Сильный подбородок с правильным прикусом. Подбородок и нос — на одной вертикальной линии.                                 |
| Уши        | Большие, вертикально поставленные. Широкие в основании. Заостренные сверху. Кожа на ушах яркая, внутри с шерстью. | Большие, чуть заостренные. Поставлены широко, несколько наклонены вперед. Внутренняя сторона уха опушена слабо, так что уши кажутся тонкими и почти прозрачными. | Довольно большие и широкие у основания, кончики скорее заостренные, чем закругленные. Широко поставленные. Ширина основания уха приблизительно равна его высоте. Кожа ушей тонкая и прозрачная, с небольшим опушением внутренней стороны. Внешняя сторона уха покрыта короткими, очень тонкими волосами, сквозь которые просвечивается кожа. | Ширина основания ушей чуть меньше высоты. Кажутся заостренными, хотя слегка закруглены на кончиках. Довольно большие, широко расставленные. Верхние края основания ушей расположены высоко на голове, нижние — на боковых поверхностях головы. Ширина ушей у основания почти равна высоте. Внешняя часть уха покрыта короткими тонкими волосами, небольшие кисточки занимают примерно половину внутреннего уха.                                                    | Большие, заостренные, широкие в основании, внутренняя часть уха слабо опущена; поставлены вертикально. |
| Глаза      | Большие, миндалевидные. Достаточно широко посажены. Допускаются любые оттенки зелёного цвета. | Большие, овальные, широко расставленные. Цвет глаз — насыщенный зелёный.                                                                                         | Ярко зеленые, широко расставленные, контур глаз округленный. | Довольно крупные, почти круглые, слегка овальные, по-восточному косо поставленные, расставлены к краям головы далеко друг от друга. Ярко зеленые. | Ярко-зеленого цвета, неинтенсивный цвет допустим только у котят. Широко расставлены, миндалевидной формы, не маленькие и не глубоко посажены. |
| Тело       | Длинное, средний костяк, достаточно мускулистое. | Среднего размера, слегка растянутое, мускулистое, телосложение средней крепости, общее впечатление грациозное.                                                   | Тонкокостное, длинное, крепкое и мускулистое. Форма легкая, грациозная. | Иностранного (облегченного — Е. К.) типа телосложения, длинное, кости тонкие, мускулатура легкая, развитая, но не массивная. Животное может показаться более коренастым из-за густого меха. Коты больше кошек. | Длинное, грациозное, среднее по размеру. Костяк сильный. Ориентальный или «кобби» тип недопустимы. |
| Шея        | Длинная, прямая. | Нежная, стройная шея. | Длинная, тонкая, но кажется короче, благодаря густой шерсти и высокому расположению лопаток. | Длинная и стройная, но кажется короче, благодаря густой шерсти. | - |
| Хвост      | Длинный, пропорциональный к телу, заостренный на конце. | Хвост длинный, со слегка округлым кончиком. | Длинный, но соответствует пропорциям тела, у основания умеренно толстый, постепенно утончается к концу. | Прямой, суживающийся от довольно толстого основания к тонкому кончику. | Средней длины, суживающийся к концу, в пропорции к телу. |
| Шерсть     | Короткая, плотная, блестящая, мягкая, шелковая, двойная.(длина осевого волоса и подшерстка почти одинаковая) Стоящая, как плюш. Шерсть двойная, текстура шерсти специфична для породы.                                          | Короткая, мягкой, шелковистой текстуры, отстоящая от тела. Двойная (подшерсток и покровный волос равной длины), поэтому кажется очень густой.                    | Короткая, густая, тонкая, плюшевая, двойной текстуры, неприлегающая к телу, нежная и шелковистая на ощупь. | Короткая, нежная, тонкая, шелковистая. Густая, плюшевая, двойная. | Текстура и окрас шерсти — наиболее важный критерий этой породы. Шерсть — «двойная», короткая, плотная и очень нежная, стоит «бобриком». |
| Окрас      | Цвет — серо-голубой, равномерный. С явно выраженным серебристым окончанием. Предпочтительно средней интенсивности. | Чистый равномерный голубой с отчетливым серебристым отливом (кончики волос имеют серебристый типпинг). Предпочтителен средний тон голубого.                      | Ровный голубой по всему телу. Более светлые тона голубого предпочтительны. Остевые волосы типпированы, что придает шерсти серебристое сияние. Между основным тоном и типпингом имеется отчетливый контраст. | Ровный, ярко-голубой по всему телу. Более светлые тона предпочтительны. Остевые волосы типпированы, в результате чего шерсть отсвечивает серебром. | Окрас — светло-голубой, серебристого оттенка. Предпочтителен более светлый тон. Кончики волос осветлены, что создает эффект «серебристого» налета. Окрас должен быть однородным по цвету, шерсть прокрашена до корней. У взрослых кошек не должно быть никаких отметин, белых пятен, волосков. |
| Мочка носа | Серо-голубого цвета. | Серо-голубая. | Шиферно-серая. | Угольно серого цвета. | - |
| Подушечки  | Темно-лавандовые. | Лилово-розовые. | Лавандово-розовые или серого мышиного цвета. | Розовато-телесные. | - |

К недостаткам относят белые пятна, полоски, коренастое телосложение, четырёхугольную или круглую голову, круглые глаза, жёлтые включения в зелёный цвет глаз, ярко выраженный сиамский тип и прилегающий мех.
Пороки: неправильное строение скелета, узлы или надломы на хвосте, верхний или нижний перекусы более двух миллиметров, кривая челюсть, провисший позвоночник, слишком глубоко посаженные или глаза навыкате, косоглазие, карликовость.
Кроме того, существуют пороки, которые ведут к дисквалификации: аномалии с пальцами (большее или меньшее количество), ампутированные когти, покрашенная или бритая шерсть, пятна более 1 см в диаметре, агрессивность.

## Происхождение породы
Своё начало современные русские голубые кошки берут из России. Европейцы полюбили их за отличные качества крысоловов, за необычный окрас и двойную, «плюшевую» шерсть. В 1893 году английская заводчица Карен Кокс вывезла из Архангельска пару голубых котят, с которых начала их селекционное разведение.
Из-за малочисленности представителей этой породы заводчики испытывали некоторые сложности — не хватало партнеров для вязки, и русских голубых кошек вязали с представителями других пород голубого окраса и с сиамскими кошками с голубыми отметинами, что часто приводило к нежелательным результатам у котят, в частности, к утрате характерных свойств шерсти.
Во время Второй мировой войны возникла реальная угроза физического уничтожения породы кошек русской голубой.
После войны порода была фактически восстановлена усилиями селекционеров. Возрождение интереса к этой породе пришло в СССР только в конце 1980-х годов, и уже к началу 1990-х годов сформировалось определённое поголовье. При разведении большинство заводчиков использовали местных фенотипичных короткошерстных кошек голубого окраса, которых скрещивали с русскими голубыми котами, привезенными из других стран. Продажа котят проводилась строго по клубным правилам. Именно в эти годы была заложена основа разведения русской голубой кошки в России.

## Интеллект и характер
Голубые русские кошки обладают мягким характером. Они послушны и тактичны. Это умные создания, которые любят демонстрировать характер, несмотря на свою деликатность и кроткость. В общении с хозяином кошка проявляет свои наилучшие качества. Она всегда реагирует на жестикуляцию, тон и речь человека. Ей чужды проявления мстительности и вредительства. Кошка русская голубая с удовольствием посидит вместе с вами у камина, но никогда не позволит тискать себя.
Врожденное идеальное воспитание и настороженность заставляют её сдержанно и робко вести себя с незнакомцами. Она будет оставаться холодной ровно до того момента, пока не почувствует доверия со стороны нового человека.
Русская голубая прекрасно подходит для жизни в семье — даже в самой большой. Также это создание часто держат одинокие пожилые люди. Она умеет выслушивать монологи человека, успокаивая его во время депрессий и невзгод. Когда дело доходит до общения с маленькими детьми, русская голубая забывает о своем аристократичном высокомерии и радостно участвует в интенсивных играх. Между прочим, в контактах с людьми она никогда не выпускает когти, даже если с ней жестоко обращаются. Конфликты могут возникнуть разве что в отношениях с домашними собаками.